# Сильвия Конти
Си́львия Ко́нти (итал. Silvia Conti) — героиня пяти мини-сериалов итальянской телеэпопеи о борьбе с мафией «Спрут», заместитель прокурора (в Италии это весьма высокая должность, дающая широкие полномочия). В русском озвучании сериала Конти часто называют судьей, это уважительное именование высокопоставленных работников прокуратуры, но не должность. Роль Конти исполняла французская актриса Патрисия Милларде. Милларде не говорит по-итальянски, поэтому в послесъёмочном периоде перед выходом на итальянские экраны ее персонаж переозвучивала актриса Мария Пиа Ди Мео.

## Биография и образ персонажа
Сильвия Конти впервые появляется в «Спруте 4». Она работает в прокуратуре Милана, замужем за видным учёным, сенатором и членом парламентской комиссии по борьбе с мафией Эрнесто Конти, хотя их брак уже почти распался. Молодая неопытная идеалистка, она поначалу не находит взаимопонимания с комиссаром Каттани, с которым вынуждена работать. Комиссар кажется ей грубым, а его методы, находящиеся на грани законности, кажутся ей недопустимыми. Но вскоре она убеждается, насколько высококлассным и опытным профессионалом является Каттани, и начинает у него учиться. Ее абсолютное бесстрашие и безрассудная открытость в борьбе с мафией приводят к тому, что по приказу мафии ее похищают и насилуют. Комиссар помогает ей оправиться от изнасилования и снова вернуться в строй, Конти и Каттани сближаются и влюбляются, она уходит от мужа. Все еще любящий ее муж решает доказать, что тоже чего-то стоит в сравнении с суровым комиссаром, и когда к нему попадают материалы, изобличающие известного политика Салимбени в связях с мафией, он решает в одиночку вступить в противостояние. Но, будучи наивным и неопытным в таких делах человеком, он первым делом идет к самому Салимбени, предлагая ему уйти в отставку, чем подставляет себя и вскоре погибает от рук мафии. Через небольшой промежуток времени от пуль мафии погибает и Каттани. Конти обнаруживает, что все в жизни потеряла, и у тела Каттани клянется отомстить и продолжать борьбу до победного конца.
В «Спруте 5» судьба сводит ее с Давиде Ликатой — бывшим полицейским, вернувшимся в Италию, чтобы отомстить мафии за гибель его друзей и коллег много лет назад. Желание мести сближает Конти и Ликату. В «Спруте 5» Конти начинает установление и преследование лиц, причастных к гибели Каттани. В частности, ей удается установить виновность крупного тайного преступного дельца и шантажиста Антонио Эспинозы и посадить его за решетку.
В «Спруте 6», сюжет которого вращается вокруг битвы сына бывшего главы мафии с нынешним ее главой, Ликата и Конти сближаются еще больше. Влюбленная Конти даже желает оставить работу в прокуратуре и зажить с Давиде Ликатой обычной мирной жизнью. Но смерть Давиде вновь нарушает ее планы.
Сюжет «Спрута 7» посвящен окончательному расследованию гибели комиссара Каттани. Конти перебирается на Сицилию, в Трапани, где комиссар много лет назад начал свой путь в борьбе с мафией. Здесь она выясняет имена непосредственных исполнителей расстрела комиссара и имя человека, отдавшего приказ об убийстве Каттани, — профессора Рамонте. В расследовании Конти помогает молодой заместитель комиссара Джани Бреда, для которого Конти выполняет роль наставника и передает свой опыт. В заключительной серии седьмого мини-сериала ее снова похищают, но ей удается спастись.
Посадив за решетку Рамонте, Сильвия Конти посчитала свой долг выполненным, и в начале «Спрута 10» она просит перевести ее на более спокойную должность. Она снова вышла замуж и хочет с мужем взять на воспитание девочку из приюта, Анну. Однако действия мафии снова заставляют ее вернуться к работе. Мафия похищает молодую девушку, Джулию Меркури, дочь сенатора Альдо Меркури, обратившуюся перед похищением к Сильвии за помощью, и Сильвия чувствует себя обязанной найти девушку и вернуть ее домой. В «Спруте 10» Конти в последний раз противостоит связанному с мафией финансисту Тано Каридди, чьи масштабные планы она прежде уже разрушала в сериале «Спрут 5». На этот раз Конти добивается окончательной победы над ним. Каридди, убивший до этого вышедшего на свободу профессора Рамонте и захвативший власть в его преступной организации, обнаруживает, что его замыслам снова не суждено сбыться. Понимая свое поражение, он отпускает похищенную девушку, а сам заканчивает жизнь самоубийством, уничтожив при этом и бесценный для мафии архив Рамонте.
| Мини-сериал                                    | 1    | 2    | 3    | 4    | 5    | 6    | 7    | 8    | 9    | 10   |
| ---------------------------------------------- | ---- | ---- | ---- | ---- | ---- | ---- | ---- | ---- | ---- | ---- |
| Год выхода                                     | 1984 | 1986 | 1987 | 1989 | 1990 | 1992 | 1995 | 1997 | 1998 | 2001 |
| Серий                                          | 6    | 6    | 7    | 6    | 5    | 6    | 6    | 2    | 2    | 2    |
| Всего минут                                    | 384  | 384  | 430  | 600  | 522  | 600  | 627  | 220  | 220  | 200  |
| режиссёр Дамиано Дамиани                       | +    |      |      |      |      |      |      |      |      |      |
| режиссёр Флорестано Ванчини                    |      | +    |      |      |      |      |      |      |      |      |
| режиссёр Луиджи Перелли                        |      |      | +    | +    | +    | +    | +    |      |      | +    |
| режиссёр Джакомо Баттиато                      |      |      |      |      |      |      |      | +    | +    |      |
| Микеле Плачидо / Коррадо Каттани               | +    | +    | +    | +    |      |      |      |      |      |      |
| Патрисия Милларде / Сильвия Конти              |      |      |      | +    | +    | +    | +    |      |      | +    |
| Витторио Меццоджорно / Давиде Ликата           |      |      |      |      | +    | +    |      |      |      |      |
| Рауль Бова / Джанни Бреда / Карло Аркути       |      |      |      |      |      |      | +    | +    | +    |      |
| Ремо Джироне / Тано Каридди                    |      |      | +    | +    | +    | +    | +    |      |      | +    |
| Брюно Кремер / Антонио Эспиноза                |      |      |      | +    | +    | +    |      |      |      |      |
| Николь Жаме / Эльза (Эльзе) Каттани            | +    | +    |      |      |      |      |      |      |      |      |
| Каридди Нардулли / Паола Каттани               | +    | +    |      |      |      |      |      |      |      |      |
| Франсуа Перье / адвокат Терразини              | +    | +    | +    |      |      |      |      |      |      |      |
| Флоринда Болкан / Ольга Камастра               | +    | +    |      |      |      |      | +    |      |      |      |
| Ренато Мори / Джузеппе Альтеро / дон Альбанезе | +    | +    |      |      |      |      |      |      | +    |      |
| Ана Торрент / Мария Каридди                    |      |      |      |      | +    | +    |      |      |      |      |